# Еусебіо Акасусо
Еусебіо Акасусо (ісп. Eusebio Acasuzo, нар. 8 квітня 1952, Ліма) — перуанський футболіст, що грав на позиції воротаря.
Виступав, зокрема, за клуб «Універсітаріо де Депортес», а також національну збірну Перу. У складі збірної — переможець Кубка Америки.

## Клубна кар'єра
У дорослому футболі дебютував 1972 року виступами за команду «Уніон Уараль», в якій провів п'ять сезонів і в останньому, 1976 року, став чемпіоном Перу.
Своєю грою за цю команду привернув увагу представників тренерського штабу клубу «Універсітаріо де Депортес», до складу якого приєднався 1977 року. Відіграв за команду з Ліми наступні вісім сезонів своєї ігрової кар'єри і 1982 року вдруге у кар'єрі став чемпіоном Перу.
Протягом 1985—1986 років захищав кольори болівійського клубу «Болівар», вигравши чемпіонат Болівії 1985 року,, після чого повернувся в рідний «Уніон Уараль», де і завершив професійну ігрову кар'єру у 1987 році.

## Виступи за збірну
Еусебіо Акасусо був у заявці збірної Перу на переможному Кубку Америки 1975 року, проте свій перший виступ за збірну провів лише чотири роки потому — 25 липня 1979 року в товариському матчі проти збірної Колумбії, що завершився перемогою перуанців з рахунком 2:1. У тому ж році Акасусо був основним воротарем своєї збірної на Кубку Америки. Оскільки збірна Перу була чинним володарем Кубка, їй було дозволено вступити в боротьбу зі стадії півфіналу, проте збірну Чилі перуанцям пройти не вдалося і їм довелося розділити третє місце з збірною Бразилії. Сам Акасусо брав участь в обох матчах з чилійцями і до своєї золотої медалі додав ще одну бронзову медаль Кубка Америки.
У 1982 році Акасусо потрапив у заявку збірної на чемпіонат світу в Іспанії, однак, як і 7 років тому весь турнір просидів на лавці запасних.  У 1983 році Акасусо взяв участь у третьому для себе Кубку Америки, він знову був основним воротарем своєї збірної, зіграв всі 6 матчів, пропустив 6 голів, і знову завоював бронзову медаль. 
Свій останній виступ за збірну Акасусо провів у стиковому матчі за право виступити на чемпіонаті світу 1986 року проти збірної Чилі 27 жовтня 1985 року, який перуанці програли з рахунком 2:4. Всього ж за збірну Еусебіо Акасусо зіграв 30 офіційних матчів, в яких пропустив 34 голи.

## Титули і досягнення
- Чемпіон Перу (2):

«Уніон Уараль»: 1976
«Універсітаріо де Депортес»: 1982
- Чемпіон Болівії (1):

«Болівар»: 1985
- Володар Кубка Америки (1):

Перу: 1975